# Nīleh Sefīd
Nīleh Sefīd (persiska: نيله سفيد, Nīleh) är en ort i Iran.   Den ligger i provinsen Lorestan, i den centrala delen av landet, 300 km sydväst om huvudstaden Teheran. Nīleh Sefīd ligger 1 551 meter över havet och antalet invånare är 200.
Terrängen runt Nīleh Sefīd är kuperad åt sydväst, men åt nordost är den platt. Runt Nīleh Sefīd är det ganska tätbefolkat, med 86 invånare per kvadratkilometer. Närmaste större samhälle är Aznā, 4,5 km sydost om Nīleh Sefīd. Omgivningarna runt Nīleh Sefīd är i huvudsak ett öppet busklandskap.